# Sozialgericht Oldenburg

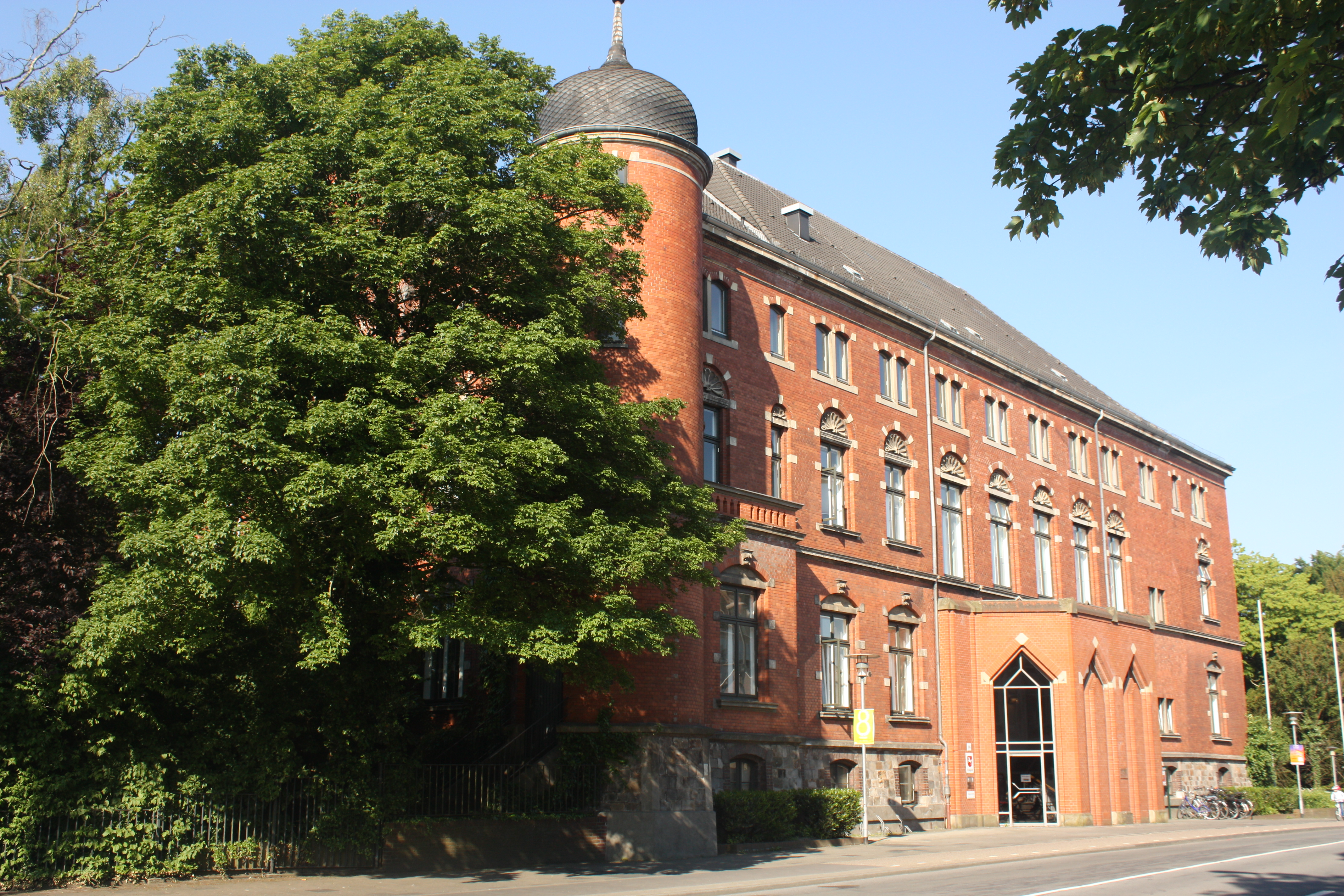
Gerichtsgebäude

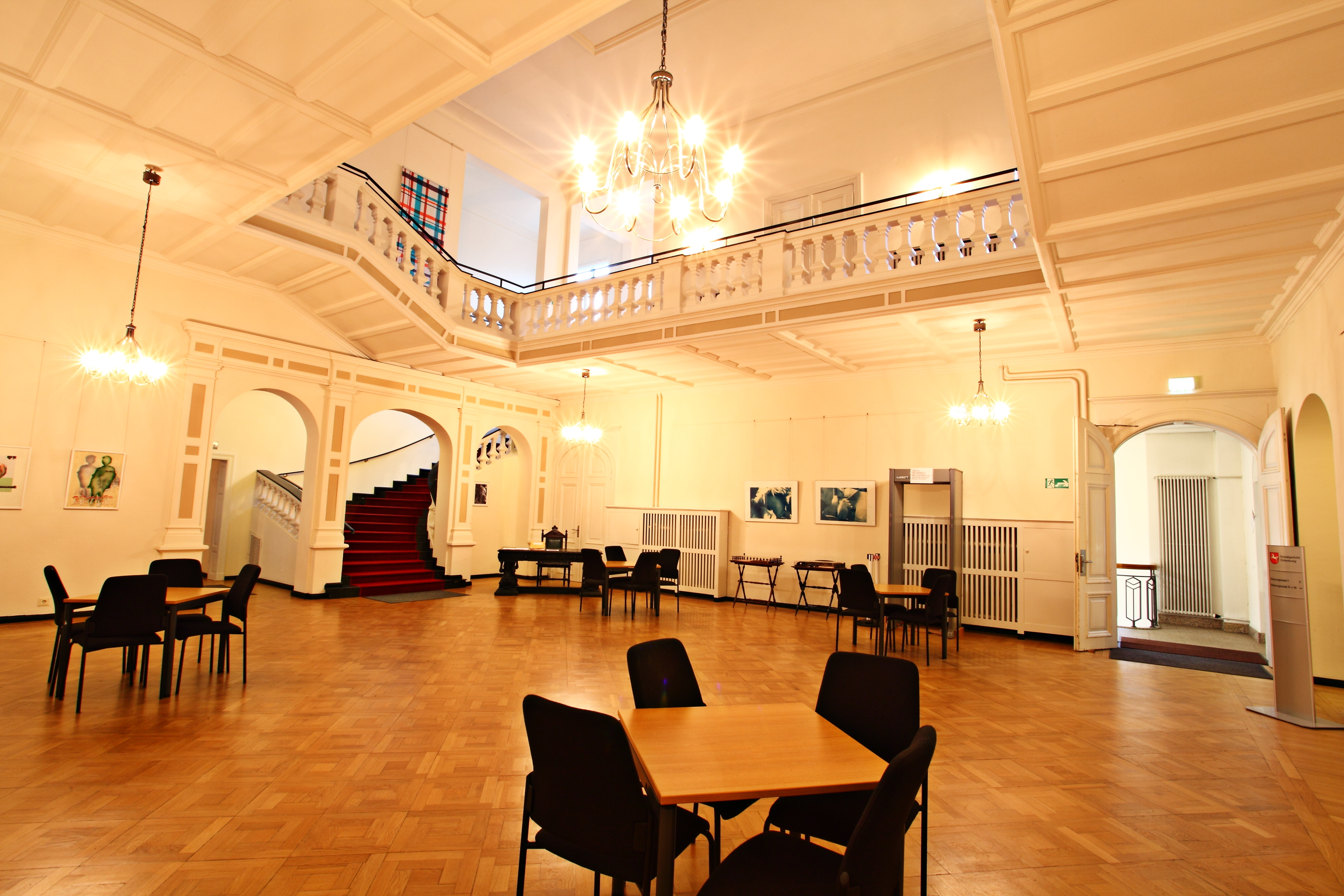
Eingangshalle

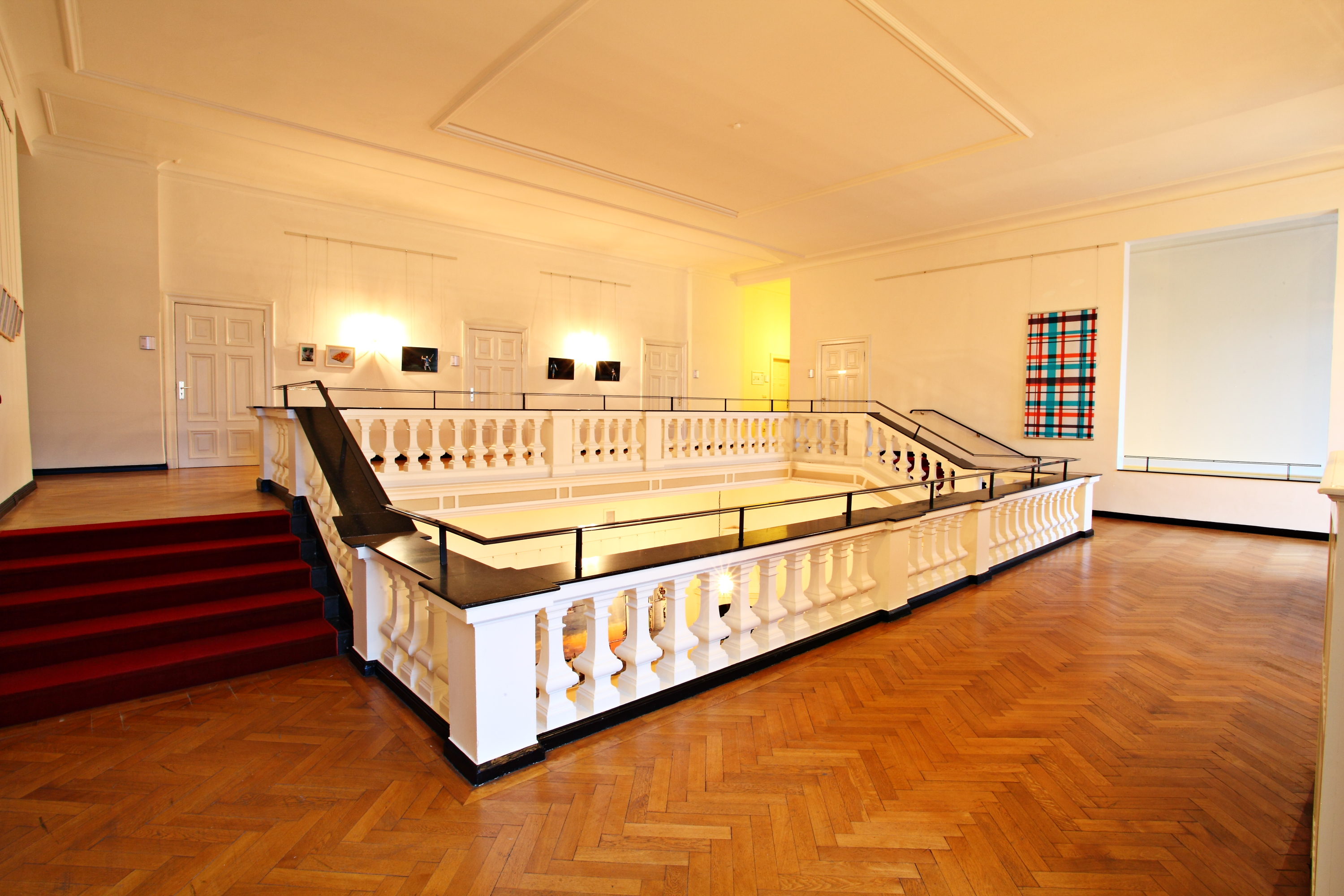
1. Etage

Das Sozialgericht Oldenburg ist ein Gericht der Sozialgerichtsbarkeit in Deutschland mit Sitz in Oldenburg, Niedersachsen. Dort sind ca. 50 Mitarbeitende beschäftigt, davon 18 hauptamtliche Richterinnen und Richter. Daneben sind hier regelmäßig 110 ehrenamtliche Richterinnen und Richter tätig, die jeweils zu den mündlichen Verhandlungen herangezogen werden.
Das Gericht ist zuständig für die Entscheidung von Streitigkeiten im Bereich des Sozialrechts, beispielsweise bei Angelegenheiten der gesetzlichen Krankenversicherung, Rentenversicherung, Unfallversicherung, des Bürgergeldes, der Sozialhilfe, im Schwerbehindertenrecht oder der gesetzl. Pflegeversicherung. Insgesamt werden jährlich rund 5000 Rechtsstreitigkeiten bearbeitet.
Das Sozialgericht Oldenburg ist, zusammen mit sieben weiteren Sozialgerichten in Niedersachsen ein wichtiger Bestandteil des deutschen Sozialrechts und erste Instanz in der Sozialgerichtsbarkeit. Direktor des Sozialgerichts ist seit Oktober 2008 Wulf Sonnemann.

## Gerichtsbezirk
Die örtliche Zuständigkeit des Sozialgerichts Oldenburg ist in § 82 des Niedersächsischen Justizgesetzes (NJG) geregelt. Konkret bedeutet dies, dass das Sozialgericht Oldenburg für den Bereich der Landkreise Ammerland, Cloppenburg, Friesland, Oldenburg, Vechta und Wesermarsch, sowie die Städte Delmenhorst, Oldenburg (Oldenburg) und Wilhelmshaven zuständig ist.

## Gerichtsgebäude
Das Gericht ist seit seiner Gründung im Elisabeth-Anna-Palais in der Straße Schlosswall untergebracht.
In Kooperation mit der Arbeitsgemeinschaft Kunst in der Oldenburgischen Landschaft (Oldenburgische Landschaft) sind hier seit 1990 mehr als 120 Kunstausstellungen durchgeführt worden.

## Entstehung
Das Sozialgericht Oldenburg nahm zum 1. Januar 1954 mit Inkrafttreten des Sozialgerichtsgesetzes seine Arbeit auf. Die Vorgängerinstitution war ab 1949 das Oldenburgische Oberversicherungsamt. Erster Direktor des Sozialgerichtes war von 1954 bis 1961 Curt Theilen.

## Übergeordnete Gerichte
Dem Sozialgericht Oldenburg ist das Landessozialgericht Niedersachsen-Bremen mit Sitz in Celle übergeordnet. Dieses ist dem Bundessozialgericht in Kassel untergeordnet.